# José Carlos Fernández (football, 1983)
Pour les articles homonymes, voir José Carlos Fernández (homonymie).
José Carlos Fernández Piedra, né le 14 mai 1983 à Trujillo au Pérou, est un footballeur international péruvien. Surnommé Zlatan, il évoluait au poste d'attaquant.

## Biographie

### Carrière en club
Champion de 2e division avec le Sport Coopsol en 2003, José Carlos Fernández poursuit sa carrière dans différents clubs péruviens (Universidad San Martín de Porres, Universidad César Vaellejo, FBC Melgar, Coronel Bolognesi et Cienciano del Cusco) entre 2004 et 2007. Ce dernier club le prête au Tchornomorets Odessa, en Ukraine, en 2008. Il reste en Europe et rejoint le Cercle Bruges KSV en Belgique la même année.
De retour au Pérou, il signe à l'Alianza Lima et joue les éditions 2010 et 2012 de la Copa Libertadores (13 matchs, huit buts). 
Après deux expériences à l'étranger en Équateur (SD Quito) et en Argentine (Argentinos Jrs.), il revient au Pérou. Vainqueur du Torneo del Inca en 2015 avec l'Universidad César Vallejo, il rejoue en Copa Libertadores avec le FBC Melgar en 2016 et 2017 (cinq matchs, aucun but).
Jouant pour le Carlos A. Mannucci de sa ville natale depuis 2019, il y met fin à sa carrière à la fin de la saison 2022,.

### Carrière en équipe nationale
International péruvien, José Carlos Fernández reçoit six sélections entre 2010 et 2012. Il marque deux buts en équipe nationale contre le Canada et la Jamaïque, les 4 et 7 septembre 2010, respectivement.

## Palmarès
| Sport Coopsol - Championnat du Pérou D2 (1) : - Champion : 2003. |  | Universidad César Vallejo - Torneo del Inca (1) : - Vainqueur : 2015. |  | FBC Melgar - Torneo de Verano (1) : - Vainqueur : 2017. |